# Montgomery Wilson
Montgomery Wilson (Toronto, 20 agosto 1909 – 15 novembre 1964) è stato un pattinatore artistico su ghiaccio canadese.

## Palmarès

### Individuale
| Internazionali               | Internazionali | Internazionali | Internazionali | Internazionali | Internazionali | Internazionali | Internazionali | Internazionali | Internazionali | Internazionali | Internazionali | Internazionali | Internazionali | Internazionali | Internazionali | Internazionali |
| Evento                       | 1924           | 1925           | 1926           | 1927           | 1928           | 1929           | 1930           | 1931           | 1932           | 1933           | 1934           | 1935           | 1936           | 1937           | 1938           | 1939           |
| ---------------------------- | -------------- | -------------- | -------------- | -------------- | -------------- | -------------- | -------------- | -------------- | -------------- | -------------- | -------------- | -------------- | -------------- | -------------- | -------------- | -------------- |
| Giochi olimpici invernali    |                |                |                |                | 13°            |                |                |                | 3°             |                |                |                | 4°             |                |                |                |
| Campionati mondiali          |                |                |                |                | 7°             |                | 4°             |                | 2°             |                |                |                | 5°             |                |                |                |
| North American Championships |                |                |                | 3°             |                | 1°             |                | 1°             |                | 1°             |                | 1°             |                | 1°             |                | 1°             |
| Nazionali                    |                |                |                |                |                |                |                |                |                |                |                |                |                |                |                |                |
| Campionati canadesi          | 2°             |                | 2°             | 2°             |                | 1°             | 1°             | 1°             | 1°             | 1°             | 1°             | 1°             |                |                | 1°             | 1°             |

### Coppie con Constance Wilson-Samuel
| Internazionali               | Internazionali | Internazionali | Internazionali | Internazionali | Internazionali | Internazionali | Internazionali | Internazionali | Internazionali |
| Event                        | 1927           | 1928           | 1929           | 1930           | 1931           | 1932           | 1933           | 1934           | 1935           |
| ---------------------------- | -------------- | -------------- | -------------- | -------------- | -------------- | -------------- | -------------- | -------------- | -------------- |
| Giochi olimpici invernali    |                |                |                |                |                | 5°             |                |                |                |
| Campionati mondiali          |                |                |                | 4°             |                | 6°             |                |                |                |
| North American Championships | 3°             |                | 1°             |                | 1°             |                | 1°             |                | 2°             |
| Nazionali                    |                |                |                |                |                |                |                |                |                |
| Campionati canadesi          | 2°             |                | 1°             | 1°             | 2°             | 1°             | 1°             | 1°             | 3°             |

### Four
(con Dorothy Caley, Hazel Caley e Ralph McCreath)
| Internazionali               | Internazionali |
| Evento                       | 1939           |
| ---------------------------- | -------------- |
| North American Championships | 1°             |

(con Constance Wilson-Samuel, Elizabeth Fisher e Hubert Sprott)
| Internazionali               | Internazionali |
| Evento                       | 1933           |
| ---------------------------- | -------------- |
| North American Championships | 2°             |